# Infested Entrails
Infested Entrails ist eine australische Brutal-Death-Metal-Band aus Orange, die 2009 gegründet wurde.

## Geschichte
Die Band wurde im Jahr 2009 von dem Gitarristen Lyndon Southwell gegründet, zu dem kurz darauf der Schlagzeuger Matthew Budge stieß. Als zweiter Gitarrist kam im folgenden Jahr Lyndons Cousin Matthew Frame hinzu, ehe Mitte des Jahres Josh „Hillbilly“ Lear den Bass übernahm. Nachdem mehrere Sänger ausprobiert worden waren, nahm Adam Justin „A.J.“ im Herbert 2011 diesen Posten ein. Nach ein paar Proben wurde Mitte des Jahres bei Aftershock Records in Orange die Srpski E.P. aufgenommen und im Oktober folgten die ersten lokalen Auftritte zusammen mit Lynchmada, Deprivation und Synthetic Breed. Nach weiteren lokalen Auftritten war die Band in Sydney zu sehen, wo sie auf dem East West Death Grind Fest spielte. Auch war sie 2012 als Vorgruppe für Macabre tätig. 2011 und 2012 war die Band live in Sydney, in dem Australian Capital Territory und in dem regionalen New South Wales zu sehen und trat dabei zusammen mit Bands wie Red Bee, Grannyfist, Demon Foetal Harvest, Exekute und King Parrot auf. Mitte 2012 verließ der Bassist Lear aus persönlichen Gründen die Gruppe und wurde kurz darauf durch Nathan „Attak“ Barrow ersetzt. Im November begab sich die Band nach Sydney in das The Brain Studio, um dort das Debütalbum Defiling a Piece of the Deceased aufzunehmen. Die Aufnahmen unter der Leitung von Clayton Segelov erstreckten sich über zwei Wochen. In den folgenden zwölf Monaten wurden weitere Auftritte in Sydney, dem regionalen New South Wales, Canberra und Orange abgehalten. Hierbei wurde ein Auftritt per TV in Australien und Neuseeland übertragen. 2013 war Andrew Shiells für ein paar Konzerte als Bassist in der Band, doch man trennte sich wieder von ihm. Ende des Jahres entschied sich Herbert, nach Queensland zu ziehen, sodass die Band nun ohne Sänger war. Als Ersatz kam Jordan Giblett hinzu. Daraufhin folgten weitere Konzerte und die Veröffentlichung des Albums über Grindhead Records im Jahr 2014. Der Veröffentlichung schloss sich eine kleine Tournee durch New South Wales und das Australian Capital Territory an.

## Stil
Brian Giffin ordnete die Band in seiner Encyclopedia of Australian Heavy Metal dem Brutal Death Metal zu. Megan McMillan von metal-temple.com stellte fest, dass auf Defiling a Piece of the Deceased moderner, brutaler Death Metal enthalten ist, wobei jeder Song von einem kontroversen Thema handele. Die Lieder seien dunkel, es fehle ihnen an Melodie und Originalität. Auf explicitlyintense.com wurde das Album von Sarjoo Devani rezensiert: Die Gruppe gebe sich hierauf sehr brutal und übertreffe sogar noch Genre-Kollegen wie Cannibal Corpse, Disgorge und Pathology. Neben den genannten Bands könne man auch Anklänge an Pyaemia heraushören.

## Diskografie
- 2011: Srpski E.P. (EP, Eigenveröffentlichung)
- 2014: Defiling a Piece of the Deceased (Album, Grindhead Records)